# Monica Danielson
Kerstin Monica Danielson, född 16 maj 1968, är en svensk operasångare (mezzosopran).
Danielson är utbildad vid Musikhögskolan vid Göteborgs universitet 1989–1992 och vid den dåvarande operahögskolan i Göteborg (numera Högskolan för scen och musik vid Göteborgs universitet) 1992–1995. Hon har främst gjort sig känd som uttolkare av samtida musik av tonsättare som Pierre Boulez, Benjamin Britten, Peter Maxwell Davies, Arnold Schönberg, Lars Johan Werle, Luciano Berio, Karin Rehnqvist, John Cage, med flera.
Hon belönades 2010 med Föreningen Svenska Tonsättares interpretpris och 2013 med Carin Malmlöf-Forsslings pris. År 2014 invaldes hon som ledamot av Kungliga Musikaliska Akademien.